# Жапуже
Жапуже (словен. Žapuže) — поселення на південно-східній околиці м. Айдовщина в общині Айдовщина. Висота над рівнем моря: 128,3 метрів.

## Уродженці
- Антон Брецель (1875—1943) — словенський та югославський лікар, політик, письменник і публіцист.